# دوک‌نشین آراگوی
دوک‌نشین آراگوی (گرجی: არაგვის საერისთავო) یک شاهزاده‌نشین مهم در دوران قرون وسطایی و امروزی اولیه در گرجستان، در منطقهٔ راهبردی رود آراگوی و کوهپایه‌های قله‌های قفقاز بزرگ بود که از سال ۱۳۸۰ تا سال ۱۷۴۷ که به پادشاهی سلطنتی گرجستان محلق شد، اریستاوی‌ها بر آن فرمانروایی می‌کردند.